# Nhà thờ chính tòa của giả định Đức Trinh Nữ Maria và Thánh Andrew, Frombork
Nhà thờ chính tòa của giả định Đức Trinh Nữ Maria và Thánh Andrew (tiếng Ba Lan: Bazylika archikatedralna Wniebowzięcia Najświętszej Maryi Panny i św. Andrzeja we Fromborku) ở Frombork, Ba Lan, là một nhà thờ Công giáo La Mã tọa lạc tại Đồi Nhà thờ, bên cạnh Nhà thờ St. (ul. Katedralna 8 ) Ban đầu nó được xây dựng từ năm 1329 đến 1388. 
Vương cung thánh đường là một trong những Di tích lịch sử quốc gia chính thức của Ba Lan (Pomnik historii), được chỉ định vào ngày 16 tháng 9 năm 1994 và được theo dõi bởi Ủy ban Di sản Quốc gia Ba Lan.

## Lịch sử
Nhà thiên văn học và nhà toán học Nicolaus Copernicus đã làm việc ở đây với tư cách là một giáo luật (1512 Tiết16 và 1522 Từ43). Ông đã viết tác phẩm kỷ nguyên của mình, De Revolutionibus orbium cœlestium ở Frombork. Ngay sau khi xuất bản năm 1543, Copernicus đã chết ở đó và được chôn cất trong nhà thờ nơi mộ của ông được cho là đã được các nhà khảo cổ tìm thấy vào năm 2005. Điều này sau đó đã được xác nhận vào tháng 11 năm 2008 bằng cách công bố kết quả xét nghiệm DNA trên các mảnh xương và tóc được tìm thấy trên bộ xương; tóc phù hợp với hai sợi tóc thuộc về Copernicus và hiện đang nằm ơe Đại học Uppsala.
Ở góc tây bắc của khuôn viên nhà thờ là tháp của Copernicus, và ở góc phía tây nam, một tòa nhà hình bát giác với một tháp chuông vuông và một cung thiên văn nhỏ và một con lắc Foucault.
Thành phố bị tàn phá trong cuộc chiến Ba Lan Thụy Điển. Từ năm 1626 đến 1635, nó đã bị chiếm giữ bởi Gustavus Adolphus của Thụy Điển, người đã cướp phá nhà thờ và xóa bỏ nhiều cổ vật văn hóa, bao gồm các bản thảo của Copernicus cho người Thụy Điển.
Thị trấn và nhà thờ đã bị hư hại nặng nề trong Thế chiến II. Sau chiến tranh, nhà thờ được xây dựng lại một cách tỉ mỉ.